# 江西省
江西省，简称赣，是中华人民共和国东南地区的内陆省份及一级行政区，位于长江中下游南岸，东接浙江与福建、北邻安徽和湖北，西连湖南，南毗广东， 是长江三角洲、珠江三角洲和闽南三角地区的腹地，境内最大河流为長江支流赣江，自南向北纵贯全境，注入中国目前第一大淡水湖——鄱阳湖，省会为南昌。
江西最大河流为赣江而简称赣、由於赣江和鄱阳湖，江西也称为“赣鄱大地”，又因為從長江以北往南看，江西在江南的右部而江東在江南的左部， 江西在历史文献中又称为“江右”与江东（“江左”）相对应。

## 名称由来
江西因公元733年唐玄宗设江南西道故而得省名，意思是位于江南的西部地区。

## 历史

### 史前時代
省內南昌市安義縣曾發現距今約二十萬年前的舊石器時代中期文物.
舊石器時代晚期，距今約一萬二千年前，江西萬年縣仙人洞已經栽種水稻
至於新石器時代文化遺址，省內多個縣市均有發現，不過比較集中在贛北地區

### 商周
夏朝商朝时期，江西主要属于古代长江文明（独立于古代黄河文明）的一部分，农业文明和青铜文明等发达，是世界最早的稻作文明起源地（江西万年县的水稻种植已有一万两千多年的历史。春秋战国时期，江西属于吴（国）头楚（国）尾，「襟三江而带五湖，控蛮荆而引瓯越」。

### 秦漢六朝
秦始皇吞并六国之后，设立九江郡（郡治并不在今天的九江，而是在安徽寿县），在今江西境内设有7个县。
汉高祖元年（约于公元前202年），设豫章郡（赣江原称豫章江），郡治南昌（表示“昌大南疆”和“南方昌盛”之意），江西从此作为明确的行政区域建制。下辖18县，分别为南昌、庐陵、彭泽、鄱阳、馀淦、柴桑、赣、新淦、南城、宜春、雩都、艾、安平、海昏、历陵和建成等，分布地域为赣江、盱江、余水、修水、袁水沿岸，即与后来的江西省区大致相当。今天的南昌、赣州、吉安等主要城市都是在那时县城的基址上发展而来。 

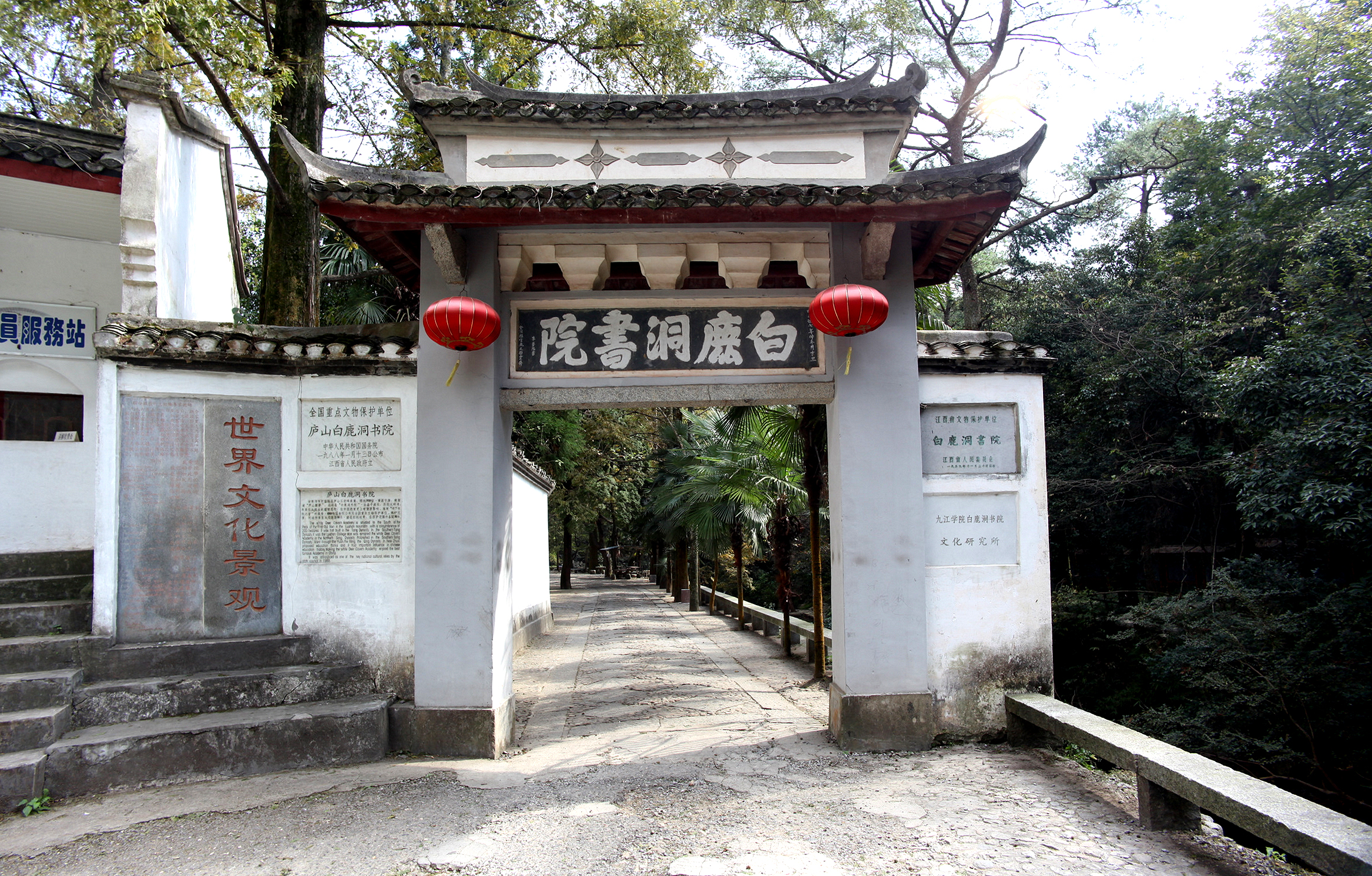
白鹿洞书院

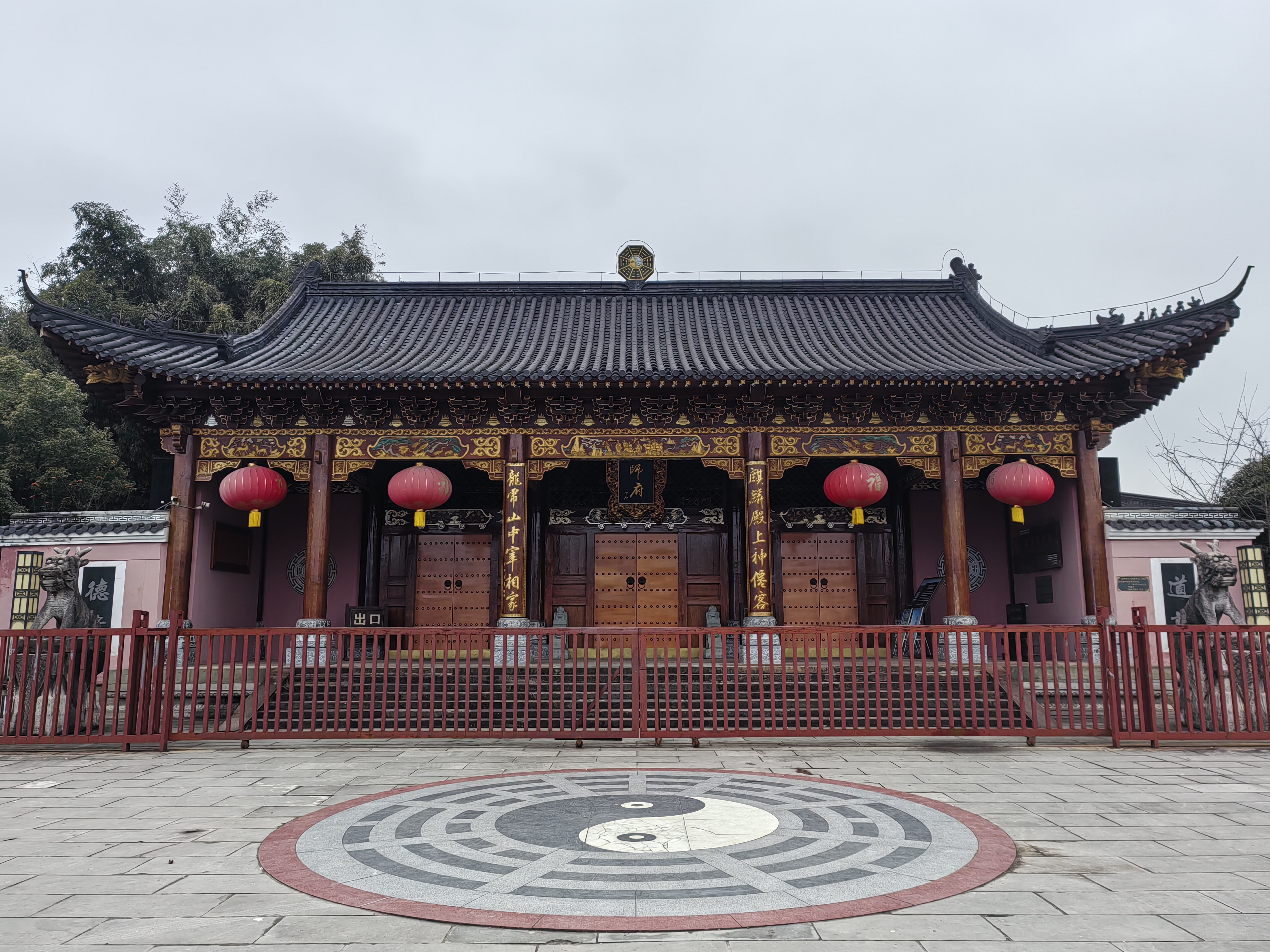
江西鹰潭龙虎山嗣汉天师府

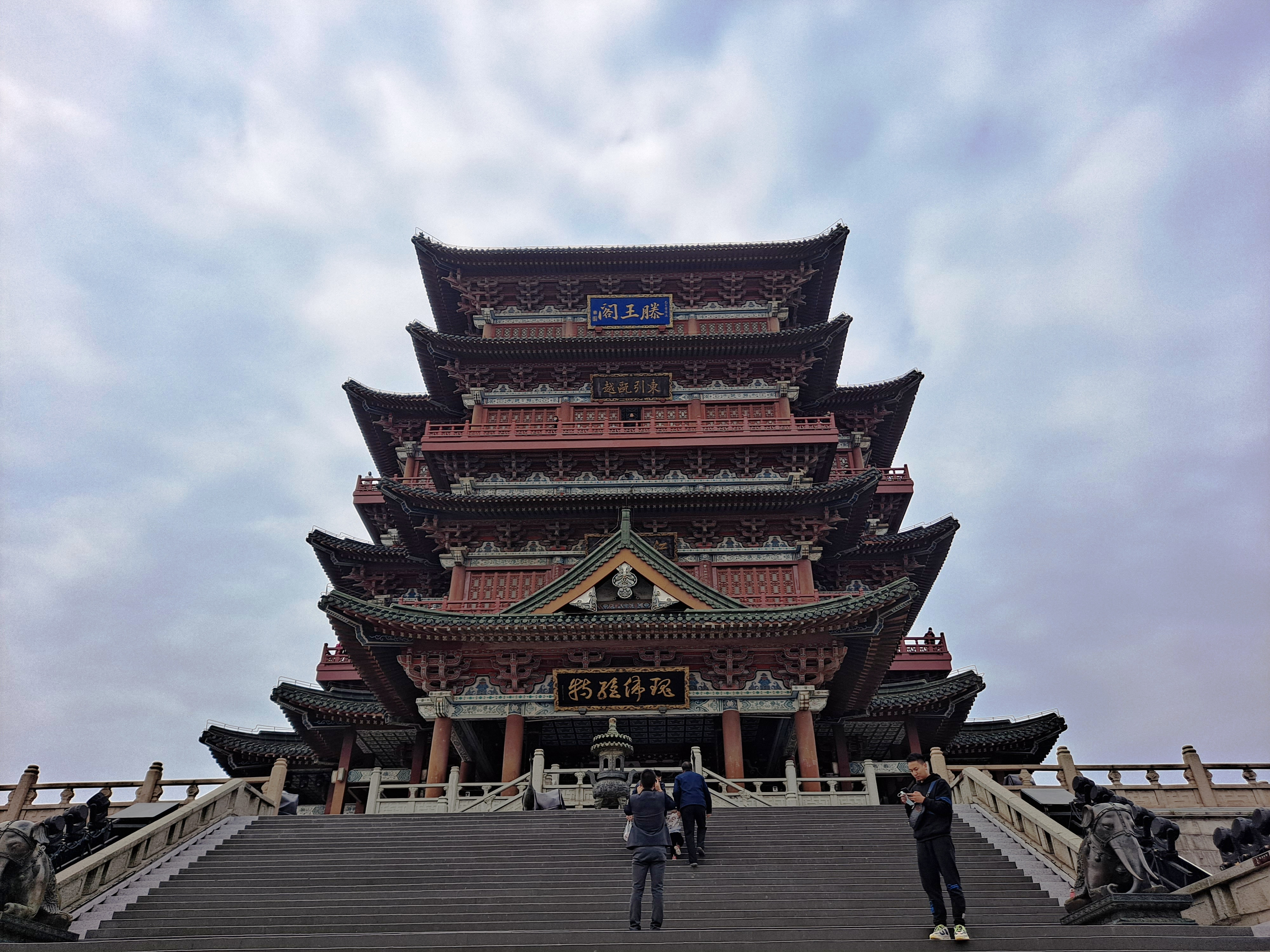
滕王閣

汉武帝时划全国为13个监察区，称13部州，此时的江西属扬州部。
三国时期，江西辖于吴。今天赣北地区依然留有当年周瑜的点将台。
西晋公元291年元康元年，改设江州，其主体为江西地区原有郡县。

### 隋唐五代
隋炀帝改州县制为郡县制，此时江西地区设有7郡24县。
唐代增加到8州37县，8个州分别为：洪州、饶州、虔州、吉州、江州、袁州、抚州和信州。贞观元年唐太宗划全国为10道监察区，江西属于江南道。733年，唐玄宗将道增加到15个，洪、饶、虔、吉、江、袁、抚、信8州隶属于江南西道监察区。
五代时期，江西地区曾辖于南唐（建都于今南京，后迁都于今南昌）。在这个时期出现了相当于下等州的新的行政区「军」，划6州、4军、55县。交泰元年，南唐元宗决定建南都于洪州，并因此升洪州为南昌府。

### 宋元
宋代在州之上改道为路，江西地区被置9州、4军、68县，其大部分隶属于江南西路，另有一部分隶属于江南东路。
元代至元十四年（1277年）設置江西行省，是建省開始。辖区包括今江西绝大部分地区（原江西东北部分地区隶属于江浙行省）以及今天广东省的大部分。元行省下设路、直隶州、州（同县级行政机构）和县。江西行省下辖龙兴、吉安、南康、赣州、建昌、江州、南安、瑞州、袁州、临江、抚州、饶州、信州等13路和南丰、铅山2直隶州以及48个县、16个县级州。
从中唐以来，江西在经济文化方面得到了较大的发展。此后在宋元明三朝，江西曾经是中国最繁荣的省份之一。无论是农业如粮食和手工业如瓷器等经济方面，还是教育如在科举考试中及第的人数以及商业等方面都名列全国前三名之内，与江东（江浙）、四川行省大致相仿，明显领先于附近的广东、湖南等省。

### 明清
明代虽然基本上保留了元代的省区建制，但改行中书省为布政使司（习惯上仍然称省），改路为府和改州为县。江西布政使司辖南昌、瑞州、饶州、南康、九江、广信、抚州、建昌、吉安、袁州、临江、赣州、南安13府，下辖78县，地域基本等同今天的江西省。明太祖洪武年间广东单独设省后，至今江西的边界变化很小。其时承宣布政使司、提刑按察使司、都指挥使司为江西布政使司的最高行政机关，三司分别由中央直接节制，分权而治，互不统属。另外有三位藩王（宁王、淮王和益王）分封在江西的南昌府、饶州府（鄱阳）和建昌府（南城）。
清代改江西布政使司为江西省，行政区域基本承袭明建制。另在吉安府增设莲花、南昌府增设铜鼓、赣州府增设虔南等3个县级厅，同时升宁都县为省辖直隶州。巡抚成为全省最高行政长官，下设承宣布政使司和提刑按察使司，分管民政、财政与司法监察。
江西在清朝末年曾是湘军和太平天国反复争夺的地区，因而损失巨大。人口从1853年的2450万人急剧下降到1873年的1770万人。
1853年9月，太平天国西征军攻占九江，由检点林启容率部驻守，严密布防，与对岸小池口、东50里之湖口鼎足而立，互为犄角。1858年4月，湘军李续宾部攻破九江，将城中近2万军民全部屠杀。李续宾的上司湖广总督官文在给咸丰帝的奏折中说：“城外勇冲杀而入，该逆（城内军民）无路可奔，号叫之声惨不可闻，自卯至午，歼除净尽……尸骸堆积，流水腥红。”
明清时期，由于梅关和赣江是联系广东和长江流域最繁忙的南北交通线路，也带动了沿线江西城市的繁荣。同时，由于明代江西填湖广和湖广填四川的政策大批江西人向人口密度较低的湖南、湖北、广东、广西、云南、贵州、四川等省移民，从事商业或农业等。在此期间形成的“江右”商帮在全国十大商帮中位列第三。其时，景德镇为全国四大名镇之一。

### 民国时期

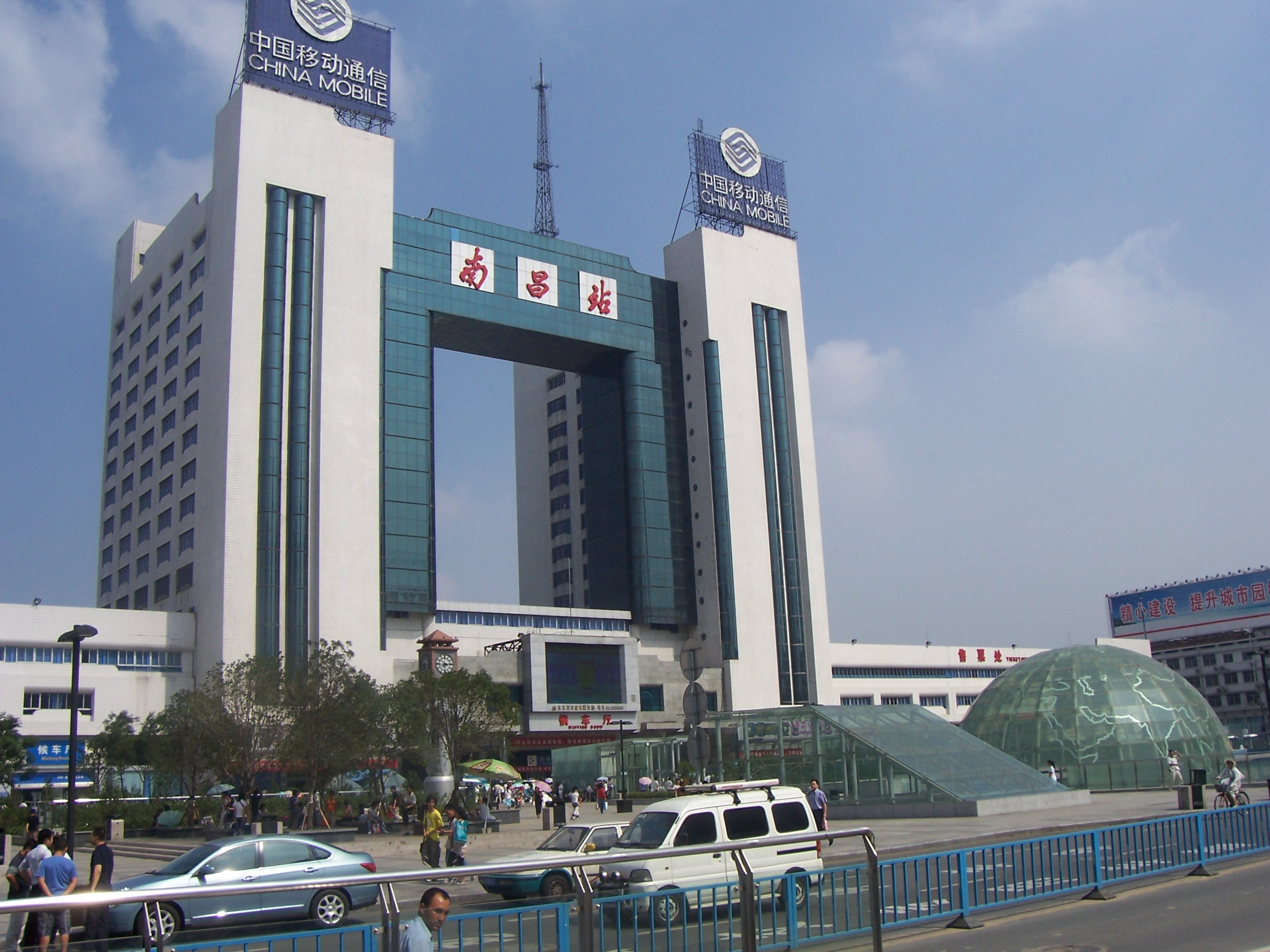
南昌市

1912年，中華民國北京政府將清朝的府、州、厅一律改为县。江西省共辖81县。至1926年北伐军进驻南昌时正式设南昌市。1934年从安徽划婺源县入江西，1947年划回安徽，1949年再次划归江西。
1927年8月1日发生的南昌暴动引发第一次国共内战。中国共产党随后在江西建立了赣西井冈山革命根据地等。1931年，共产党在瑞金宣布成立中华苏维埃共和国。因国民党第五次围剿胜利，中华苏维埃共和国中央政府被迫于1934年10月撤离江西中央苏区。
1933年，国民党以及国民政府在南昌发起新生活运动，随后推广到全国，每年盛夏，国民政府到夏都庐山办公，并开办庐山军官训练团。
1936年，经过湖南的粤汉铁路全线通车，使得江西失去过去在南北交通上的重要地位。1937年东西向的浙赣铁路通车，在很大程度上改变了江西原有的交通和城市格局。
1937年，中华民国抗日战争战火漫延江西。

### 中华人民共和国
文化大革命期间（1966年—1976年），江西瑞金县等地发生一系列大屠杀事件。 该屠杀发生于1968年9月23日至10月初，据统计，瑞金县的屠杀死亡人数为300余人、兴国县为270余人、于都县为500余人，总计1000余人。 屠杀的实施者为当地人民公社、生产大队干部或民兵，受害者多为黑五类及其亲属，其中瑞金县受害者年龄最大的80岁、最小的11岁，杀人方式主要包括枪毙、石砸、木棒打、刀子捅、推下悬崖等等。
瑞金大屠杀发生于“清理阶级队伍”期间，时任江西省革命委员会主任、省委书记的程世清于1968年8月上旬在全省发起“三查运动”（即“查叛徒、查特务、查现行反革命”运动），造成全省上万人死亡，其中被逼自杀超5000人。 1968年9月22日，瑞金县召开各公社专案组长会议，强调深入开展“三查运动”，搞权力下放、“民办枪毙”，要拿出“成绩”向国庆献礼。 此后，公社、大队干部可以随便杀人，无需立案、不要证据、不要审批。 9月底10月初，局势逐渐失控，当地革命委员会多次制止，屠杀才逐渐结束。
1996年，京九铁路贯通江西南北，加速了赣南的发展。
2005年，赣龙铁路通车，使“红色故都”瑞金结束了無铁路的历史，从而实现孙中山先生在建国方略中建設赣闽线的愿望。

## 地理

### 地形
江西三面环山，可以看作是一个北面略微开口的盆地。西面是幕阜山、九岭山和罗霄山脉；东面是怀玉山和武夷山脉；南面是九连山和大庾岭，北面紧邻鄱阳湖和长江，有著名的庐山（主峰汉阳峰海拔1474米）。山地丘陵共占全省面积70％，中南部红岩丘陵和盆谷交错，北半部是宽广的平原，称为鄱阳湖平原、鄱阳盆地或豫章平原。江西的最高峰是臨近福建边界武夷山脉的黄岗山，海拔2158米。

### 接邻省份
- 东北：浙江省、安徽省
- 西北：湖北省
- 东南：福建省
- 西部：湖南省
- 南部：广东省

### 河流和湖泊
长江的重要支流赣江几乎从南到北纵贯全省。鄱阳湖是中国最大的淡水湖，赣江、抚河、信江、鄱江和修水等水汇入鄱阳湖后，注入北面的长江。重要的水库有西北部的修水柘林水库和赣江上游的万安水库。

### 气候
江西的气候属于亚热带季风气候，1月平均气温4-9℃，7月平均气温27-30℃，年平均气温16-20℃。年降水量1200-1900毫米。

### 四至
| 方位 | 地点                 | 坐标                                            |
| ---- | -------------------- | ----------------------------------------------- |
| 北   | 九江市彭泽县棉船镇   | 30°04′47″N 116°38′55″E / 30.07980°N 116.64860°E |
| 东   | 上饶市广丰区嵩峰乡   | 28°19′58″N 118°28′56″E / 28.33284°N 118.48216°E |
| 南   | 赣州市龙南市九连山镇 | 24°29′20″N 114°25′25″E / 24.48890°N 114.42360°E |
| 西   | 萍乡市湘东区排上镇   | 27°33′03″N 113°34′30″E / 27.55070°N 113.57490°E |

## 行政区划
江西省现辖11个地级市，下设27个市辖区、12个县级市、61个县；1578个乡级行政单位，包括832镇，552乡，8民族乡，186街道。
- 地级市：南昌市、景德镇市、萍乡市、九江市、新余市、鹰潭市、赣州市、吉安市、宜春市、抚州市、上饶市

| 江西省行政区划图                                                               | 区划代码   | 区划名称 | 汉语拼音       | 面积 （平方公里） | 常住人口 （2020年普查） | 政府驻地 | 县级行政区划 | 县级行政区划 | 县级行政区划 |
| 江西省行政区划图                                                               | 区划代码   | 区划名称 | 汉语拼音       | 面积 （平方公里） | 常住人口 （2020年普查） | 政府驻地 | 市辖区       | 县级市       | 县           |
| ------------------------------------------------------------------------------ | ---------- | -------- | -------------- | ----------------- | ----------------------- | -------- | ------------ | ------------ | ------------ |
| 南昌市 景德镇市 萍乡市 九江市 新余市 鹰潭市 赣州市 吉安市 宜春市 抚州市 上饶市 | 360000     | 江西省   | Jiāngxī Shěng  | 166,936.37        | 45,188,635              | 南昌市   | 27           | 12           | 61           |
| 南昌市 景德镇市 萍乡市 九江市 新余市 鹰潭市 赣州市 吉安市 宜春市 抚州市 上饶市 | — 地級市 — |          |                |                   |                         |          |              |              |              |
| 南昌市 景德镇市 萍乡市 九江市 新余市 鹰潭市 赣州市 吉安市 宜春市 抚州市 上饶市 | 360100     | 南昌市   | Nánchāng Shì   | 7,194.61          | 6,255,007               | 红谷滩区 | 6            |              | 3            |
| 南昌市 景德镇市 萍乡市 九江市 新余市 鹰潭市 赣州市 吉安市 宜春市 抚州市 上饶市 | 360200     | 景德镇市 | Jǐngdézhèn Shì | 5,262.17          | 1,618,979               | 昌江区   | 2            | 1            | 1            |
| 南昌市 景德镇市 萍乡市 九江市 新余市 鹰潭市 赣州市 吉安市 宜春市 抚州市 上饶市 | 360300     | 萍乡市   | Píngxiāng Shì  | 3,831.01          | 1,804,805               | 安源区   | 2            |              | 3            |
| 南昌市 景德镇市 萍乡市 九江市 新余市 鹰潭市 赣州市 吉安市 宜春市 抚州市 上饶市 | 360400     | 九江市   | Jiǔjiāng Shì   | 19,076.72         | 4,600,276               | 浔阳区   | 3            | 3            | 7            |
| 南昌市 景德镇市 萍乡市 九江市 新余市 鹰潭市 赣州市 吉安市 宜春市 抚州市 上饶市 | 360500     | 新余市   | Xīnyú Shì      | 3,160.43          | 1,202,499               | 渝水区   | 1            |              | 1            |
| 南昌市 景德镇市 萍乡市 九江市 新余市 鹰潭市 赣州市 吉安市 宜春市 抚州市 上饶市 | 360600     | 鹰潭市   | Yīngtán Shì    | 3,559.96          | 1,154,223               | 月湖区   | 2            | 1            |              |
| 南昌市 景德镇市 萍乡市 九江市 新余市 鹰潭市 赣州市 吉安市 宜春市 抚州市 上饶市 | 360700     | 赣州市   | Gànzhōu Shì    | 39,362.96         | 8,970,014               | 章贡区   | 3            | 2            | 13           |
| 南昌市 景德镇市 萍乡市 九江市 新余市 鹰潭市 赣州市 吉安市 宜春市 抚州市 上饶市 | 360800     | 吉安市   | Jí'ān Shì      | 25,283.80         | 4,469,176               | 吉州区   | 2            | 1            | 10           |
| 南昌市 景德镇市 萍乡市 九江市 新余市 鹰潭市 赣州市 吉安市 宜春市 抚州市 上饶市 | 360900     | 宜春市   | Yíchūn Shì     | 18,669.03         | 5,007,702               | 袁州区   | 1            | 3            | 6            |
| 南昌市 景德镇市 萍乡市 九江市 新余市 鹰潭市 赣州市 吉安市 宜春市 抚州市 上饶市 | 361000     | 抚州市   | Fǔzhōu Shì     | 18,798.43         | 3,614,866               | 临川区   | 2            |              | 9            |
| 南昌市 景德镇市 萍乡市 九江市 新余市 鹰潭市 赣州市 吉安市 宜春市 抚州市 上饶市 | 361100     | 上饶市   | Shàngráo Shì   | 22,737.25         | 6,491,088               | 信州区   | 3            | 1            | 8            |

## 人口

### 总数
- 公元2年（汉平帝西汉元始二年），35.20万人。[20]
- 1491年（明孝宗明弘治四年），654.98万人。[20]
- 1853年~1873年，江西在太平天国时期曾是湘军和太平天国反复争夺的地区，因而损失巨大。人口从1853年的2450万人急剧下降到1873年的1,770万人。
- 1909年~1911年（清宣统），1697.70万人。[20]
- 1928年（民国17年），2,032.28万人。[20]
- 1927年~1937年，由于频繁残酷的战争，人口损失较大。1930年－1934年，国民政府对江西中央苏区进行了5次军事围剿行动，极其残酷的战争和清洗造成人员大量死亡或逃离，使得江西的人口从1931年的1,872万，到1936年只剩下1,556万人。
- 1947年（民国36年），1,272.52万人。[20]
- 1950年，1568万人。[20]
- 1978年，3182.8万人。
- 1998年，4,191.21万人，1,004.1 万户。人口自然增长率 9.8‰ 。”[20]
- 2001年，年末总人口4185.77万人，总户数1,137.44万户，人口密度每平方公里251人。人口自然增长率9.38‰ 。[20]
- 2010年11月1日零时，全省常住人口总数为44,567,475人（不包括中国人民解放军现役军人和居住在省内的港澳台居民以及外籍人员），全省共有家庭户11497043户。[20]
- 2021年第七次全国人口普查江西省常住人口总数为4,518.86万人（不包括中国人民解放军现役军人和居住在省内的港澳台居民以及外籍人员），与2010年（第六次全国人口普查数据）的4,456.75万人相比，增加62.11万人，增长1.39%[21]。户别人口1,407.28万户，家庭户人口为4,132.93万人；集体户71.91万户，集体户人口为385.93万人。平均每个家庭户的人口为2.94人，比2010年的3.67人减少0.73人。[21]

2021年末，全省常住人口4517.40万人。人口出生率8.34‰、人口死亡率6.71‰、人口自然增长率1.63‰。人口密度平均每平方公里267人。全省人口密度最大的为南昌市，平均每平方公里869人;人口密度最小的为吉安市，平均每平方公里176人。

### 民族

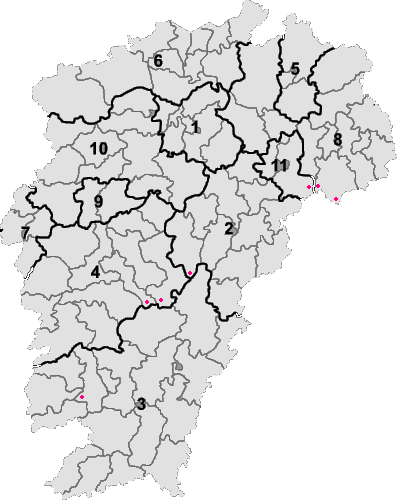
江西畬族分布图

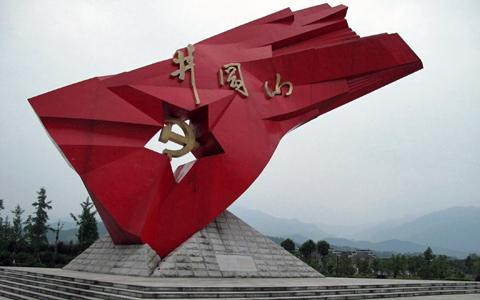
井岡山革命基地

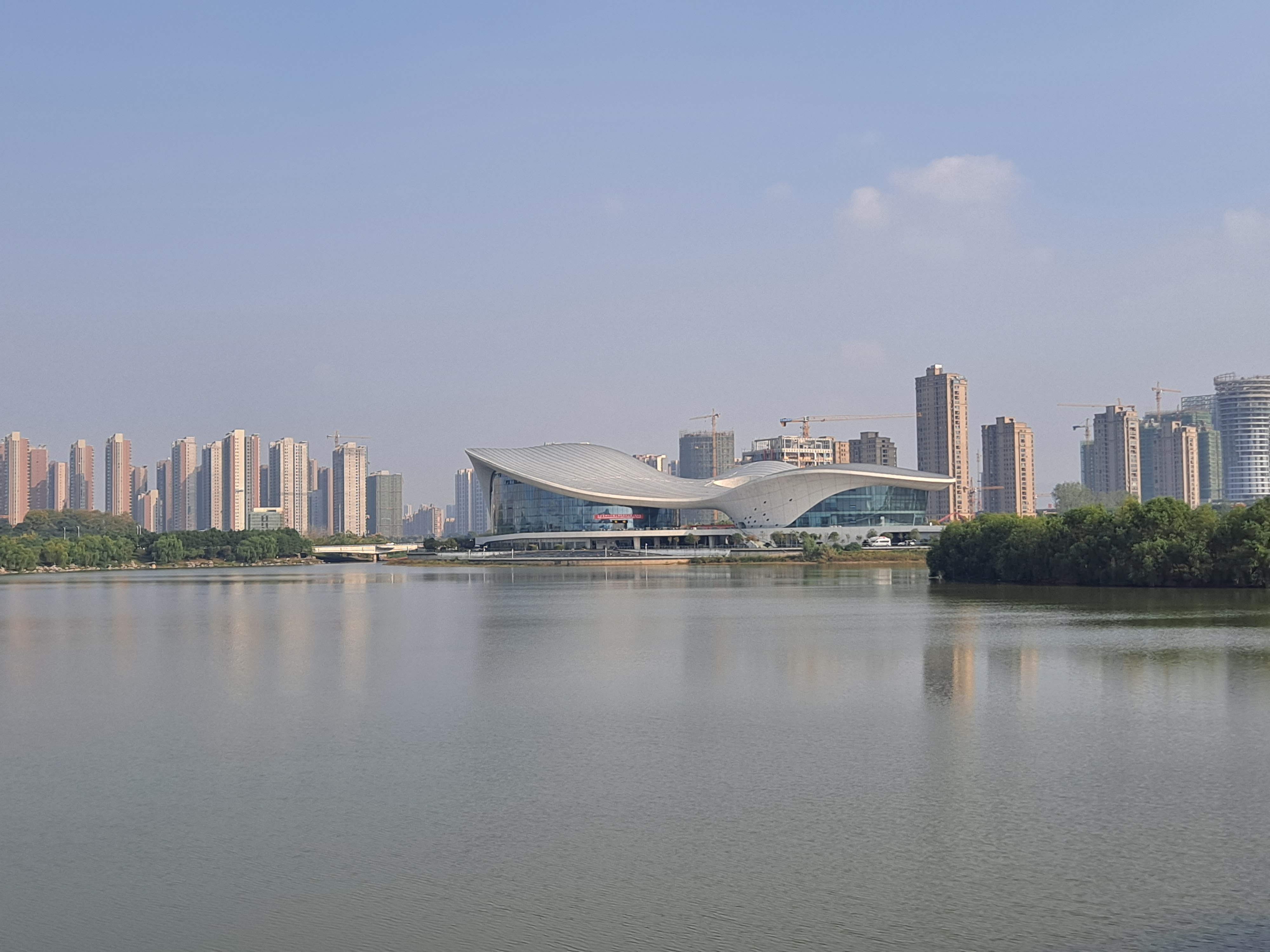
九江市

汉族人口占江西省總人口的占总人口的99％以上，是中国汉族比例最高的省份。江西省共有54个少數民族的人士居住，畲族和瑶族為世居少數民族。江西的少数民族中人口较多的有畲族、瑶族和回族，另外還有苗族、侗族、土家族、布依族、壮族、满族、蒙古族、朝鲜族等。
少数民族中畲族聚居，主要分布在铅山太源畲族乡和贵溪樟坪畲族乡，以及永丰县、吉安县、兴国县、武宁县、德安县、资溪县、宜黄县、乐安县等市县的30多个畲族乡村；瑶族部分聚居，如全南瑶山、喇叭山等；其他各少数民族均为散居性质。

### 海外華裔僑胞
江西人除居住在大中華地區的香港、澳门，臺灣以外，还有不少居住国外的侨民、外籍华人，分布在五大洲三十多个国家和地区，根據江西省僑務辦公室的估計，祖籍江西的華僑華人約一百多萬，主要集中在美国、加拿大、澳大利亚、印尼、新加坡、马来西亚、泰国、菲律宾、俄罗斯、日本等国。

## 经济
经国家统计局统一核算，2021年，江西GDP总量达到29619.7亿元，位居全国第15位，可比价格计算比上年增长8.8%。其中，第一产业增加值2334.3亿元，增长7.3%，第二产业增加值13183.2亿元，增长8.2%，第三产业增加值14102..2亿元，增长9.5%。全省一般公共预算收入完成2812.3亿元，比上年增长12.2%；全省政府性基金收入2971.8亿元，全社会固定资产投资增长10.8%；社会消费品零售总额12206.7亿元，增长17.7%；外贸进出口4980.4元，增长23.7%;外商直接投资实际使用金额157.78亿元，增长8.1%；城镇居民人均可支配收入41684元，增长8.1%；农民人均可支配收入18684元，增长10.0%；人口自然增长率1.63‰；居民消费价格比上年上涨0.9%。
与其他省市区的经济发展相比，江西属于中等发展速度的省份，但经济总量相对较小，人均GDP偏后；农业经济在国民经济中占有较大比重。1979-2007年29年，按绝对数比较，2007年江西GDP总量为1978年的62.86倍；按不变价格推算（以同期全国平均物价水平为基准），GDP年平均增长率9.4％，低于同期全国9.8％的平均水平，年均增长率次于宁夏、吉林等17个省份居18位。GDP总量的发展，1992年突破500亿元，1995年突破1,000亿元，2007年突破5,000亿元。人均GDP的发展，1989年首次突破1千元（全国1987年突破1千元），2001年突破5千元（全国1995年突破5千元），2006年突破1万元（全国2003年突破1万元）。

### 工业
江西的有色金属矿藏丰富，包括著名的德兴铜矿和大余钨矿，有色金属冶炼是其工业的主要特色之一。鹰潭号称铜都。萍乡曾是中国近代工业起源地之一。景德镇的瓷器，新余的钢铁以及九江的港口等。
南昌是中国直升飞机和无人机等飞机生产基地，汽车生产基地等重要制造基地和物流中心。南昌是江西省最大的工业城市，中华人民共和国的第一架飞机、第一辆轮式拖拉机、第一辆摩托车、第一枚海防导弹都在这里诞生，近年開始開發電子高科技產業例如賽維太陽能就是世界最大太陽能電池廠，並在短短1年間上市於美國紐約證交所。

### 农业
江西历史上一直是稻米的主要产区。并盛产柑桔（以南丰蜜桔著称）、脐橙、茶叶、毛竹和杉木等。广昌，石城是全国通芯白莲、烤烟出口生产基地，省优质烤烟生产基地。江西是中国优质农产品输出基地和有机食品生产基地等。丰城市、南昌县、鄱阳县三县是全国粮食产量百强县。而樂平市是江西唯一一個蔬菜產量大于糧食產量的縣，被譽為“江南菜鄉”。

### 第三产业

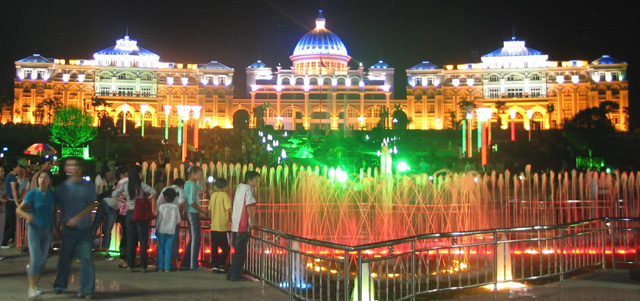
萍乡世纪广场

随着经济的发展，江西体育文艺娱乐事业也得到了持续发展。江西体育健儿曾多次获得奥运冠军，一些传统的戏剧比如赣剧、采茶戏、傩舞等也得到发扬。互联网行业和软件也逐渐发展起来。另外，江西饮食的特点以湿辣鲜辣为主。

### 新闻传媒
江西省所有的报纸、电视、广播都是公立经营。
报纸：江西日报、江南都市报、信息日报
电视：江西电视台、江西教育电视台；
广播：江西人民广播电视台
网络媒体：大江网(江西日报社主办)

## 政治

### 中华人民共和国时期
中华人民共和国时期省级主要领导人
| 机构     | · 中国共产党 · 江西省委员会 | 江西省人民代表大会 常务委员会 | 江西省人民政府    | · 中国人民政治协商会议 · 江西省委员会 |
| 职务     | 书记                        | 主任                          | 省长              | 主席                                  |
| -------- | --------------------------- | ----------------------------- | ----------------- | ------------------------------------- |
| 姓名     | 尹弘                        | 尹弘                          | 叶建春            | 宋福龍                                |
| 民族     | 汉族                        | 汉族                          | 汉族              | 汉族                                  |
| 籍贯     | 浙江省湖州市                | 浙江省湖州市                  | 福建省周宁县      | 河北省清苑區                          |
| 出生日期 | 1963年6月（62歲）           | 1963年6月（62歲）             | 1965年7月（60歲） | 1964年8月（60—61歲）                  |
| 就任日期 | 2022年12月                  | 2023年1月                     | 2021年10月        | 2025年1月                             |

## 文化

### 語言
江西省可以明显地分为若干个方言区。赣语是江西的主要语言，使用人口大約佔三分之二。客家话使用人口約佔六分之一，主要分布于南部，以及赣西北铜鼓县。九江使用江淮官话。赣州市章贡区和信丰城使用西南官话。婺源县、浮梁县、德兴市使用徽语。上饶市區、广信区、玉山县、广丰区和德兴市（限陇头）使用吴语。江西省東北部存在多處閩南語的方言島。

### 历史文化名城
江西省共有国家历史文化名城4座、省级历史文化名城8座。

#### 国家历史文化名城

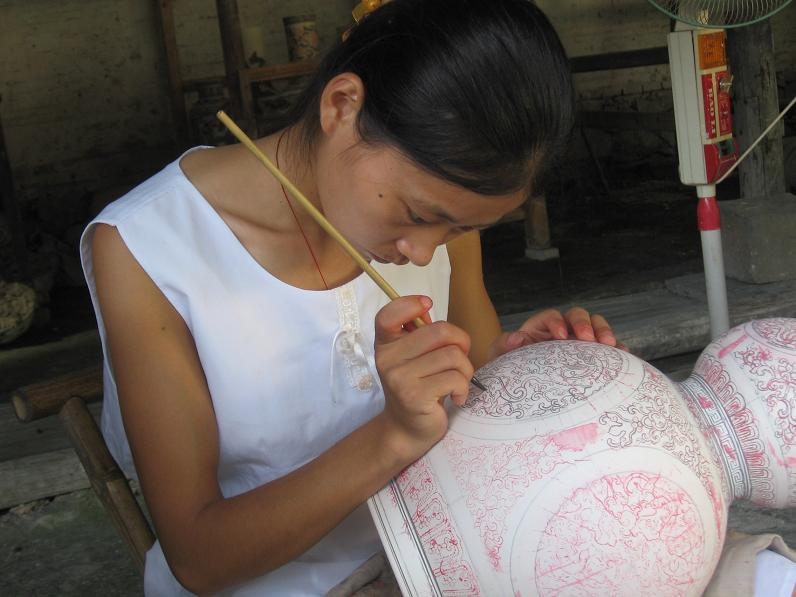
景德镇陶瓷作坊

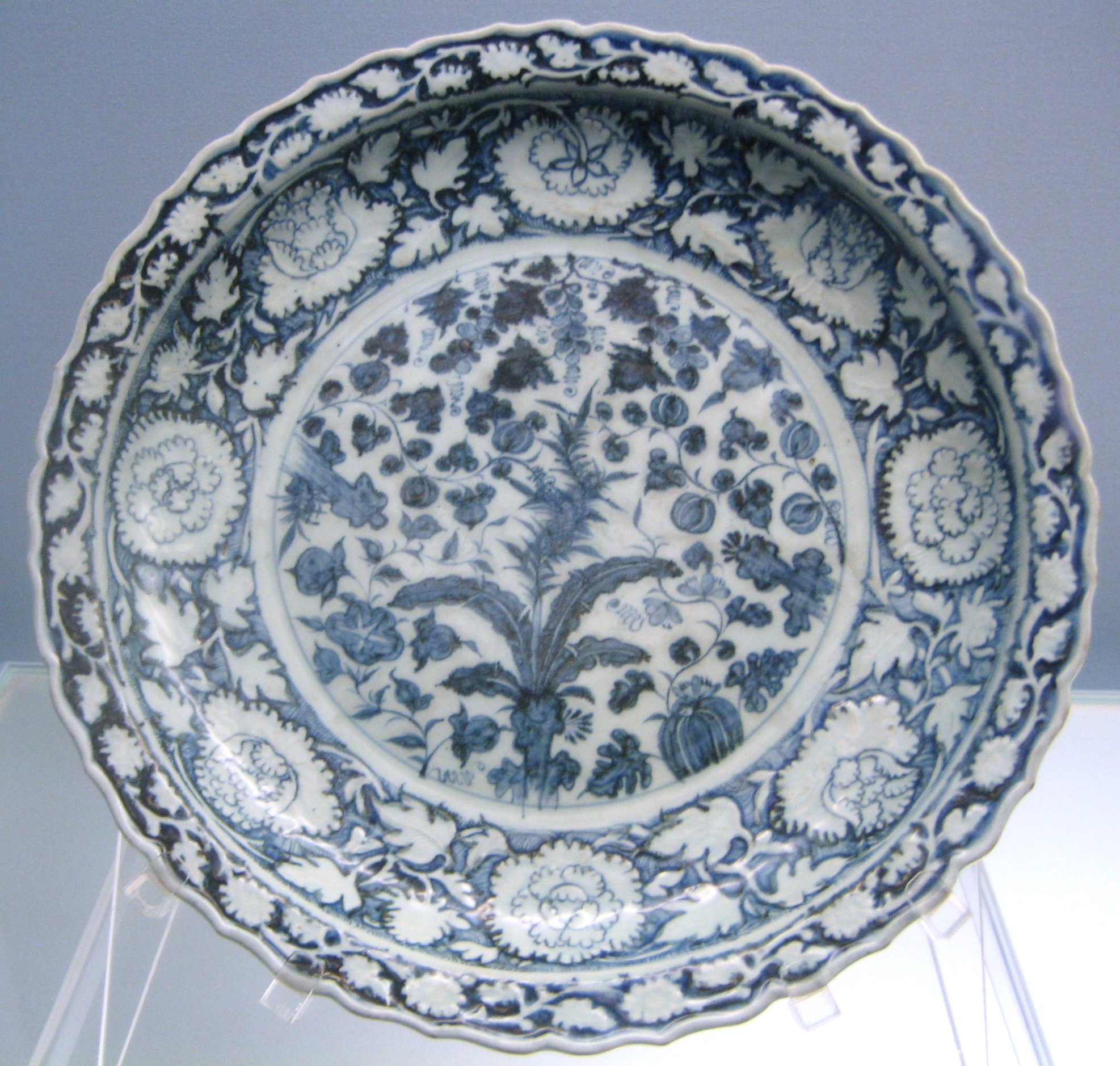
元代釉下景德镇青花大瓷盘，陈列于上海博物馆

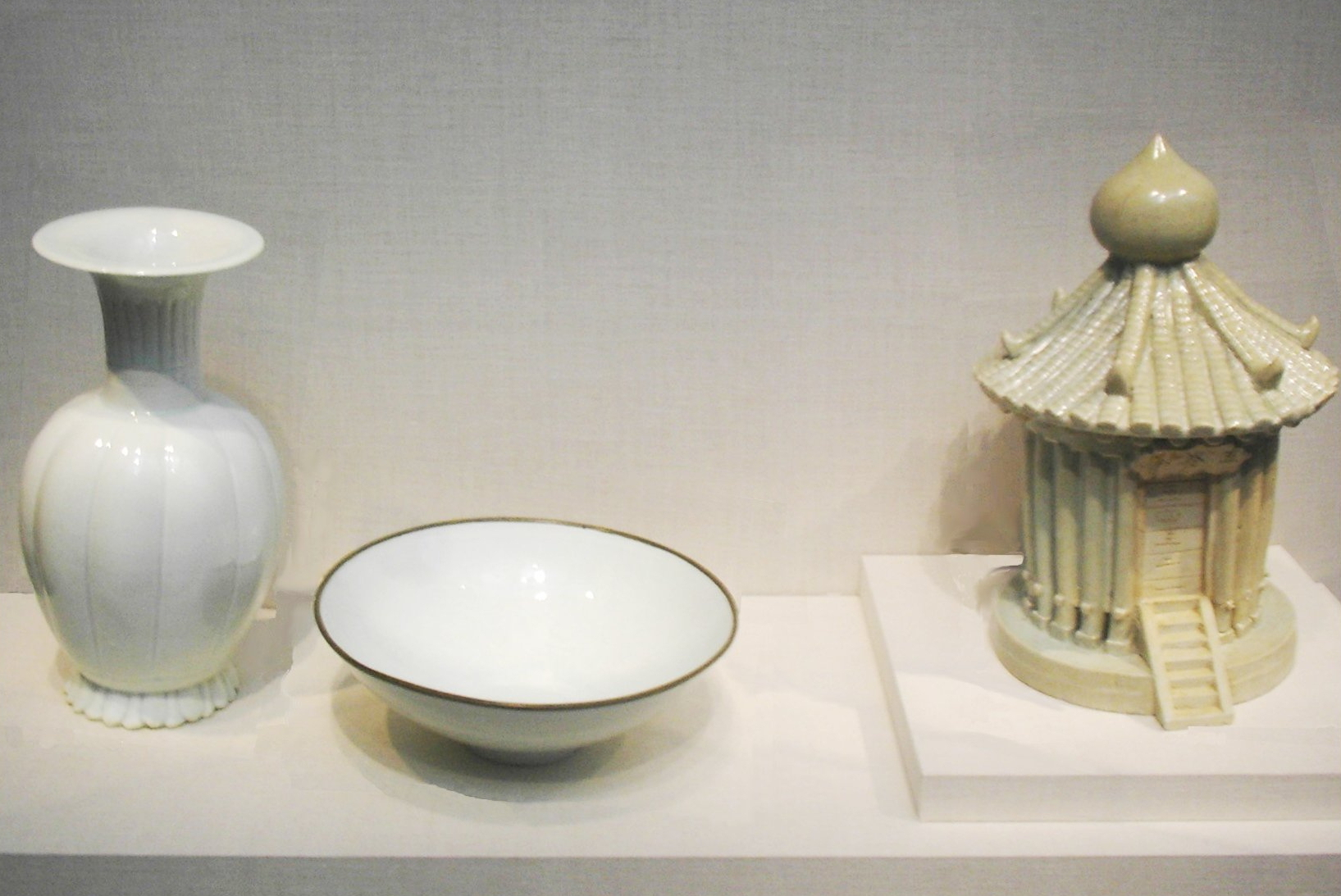
宋代景德镇青白瓷

- 第一批：景德镇市
- 第二批：南昌市[28]
- 第三批：赣州市
- 增补：瑞金市、抚州市、九江市

#### 省级历史文化名城
- 井冈山市
- 吉安市
- 乐平市
- 南丰县
- 金溪县
- 永丰县

### 赣文化
产生于本土的长江文明不断地融合黄河文明而形成的独具特色的文化体系。
- 赣剧

### 江西菜
又称赣菜，代表菜：
- 藜蒿炒腊肉

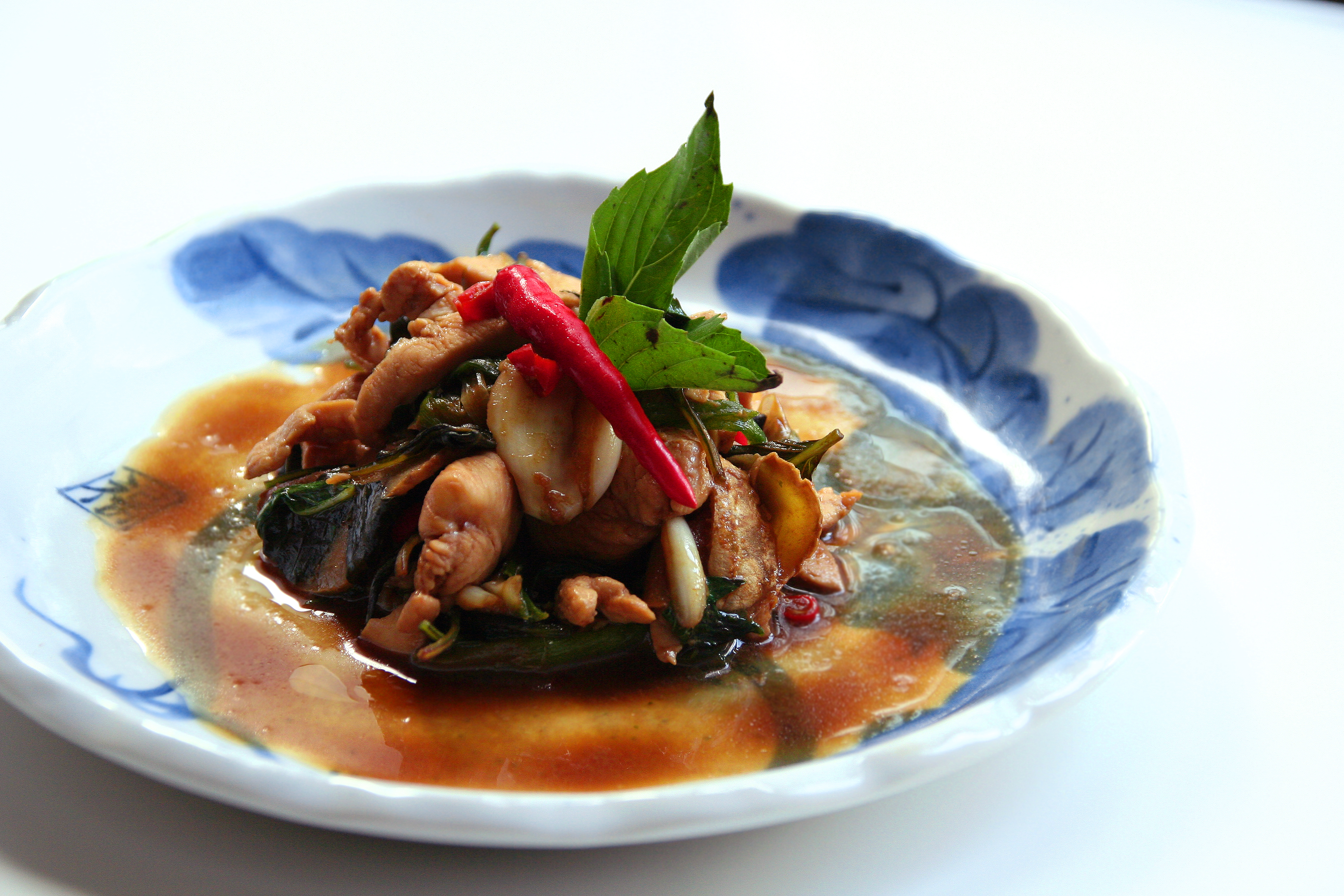
江西的三杯鸡

- 三杯鸡：宁都县的特色，因烹调鸡块时加入甜米酒、猪油、酱油各一小杯，不放汤水，用炭火将鸡块炖熟而得名。调料中增加了香葱、生姜等，用小砂锅加盖放在炭炉上慢火炖制。上桌后满座飘香，砂锅内鸡块色泽发红，鸡肉鲜美，汤汁香醇，且为原味
- 余干辣椒炒肉
- 豫章酥鸭
- 永新狗肉
- 莲花血鸭
- 安福火腿
- 向塘土鸡
- 瓦罐煨汤
- 粉蒸肉
- 井冈山烟笋烧肉
- 赣南小炒鱼
- 新余水北豆腐

#### 南昌的小吃
- 水煮油炸
- 石头街的麻花
- 凉拌藕片
- 糖果：早点，一般与跟油条一起卖
- 团子
- 拌粉拌面：南昌早点
- 南昌炒粉：多佐以青菜香菇，肉丝
- 冻米塘：以丰城的最出名，曾名江南小切，乾隆皇帝下江南时赐予的名称。
- 松糕：将糯米粉、粳米粉、砂糖、莲心、核桃仁、玫瑰花、黄桂花、蜜枣等料拌和均匀，入蒸笼推平，撒果料、香料及猪油丁，经摆花、撒糖、蒸熟、冷却而成。洁白光亮，细腻甜香，松软爽口，热食最佳，冷食亦宜。
- 白糖糕：白糖发糕
- 麻糍：将糯米粉碎蒸熟，再经过棒槌打实（古法），然后可以用芝麻粉和糖，或者直接赞取红糖趁热食用。
- 酒糟汤圆：以糯米粉制成小圆球形，入沸水煮熟，以酒糟、白糖拌和而成。白润如玉、糟香浓郁，味甜适口。

### 文学
江西古代有宋诗流派江西诗派，21世纪初又形成了现代诗的新江西诗派，共同的赣文化文学实践也将江西作家们连结在一起。

## 宗教
江西宗教

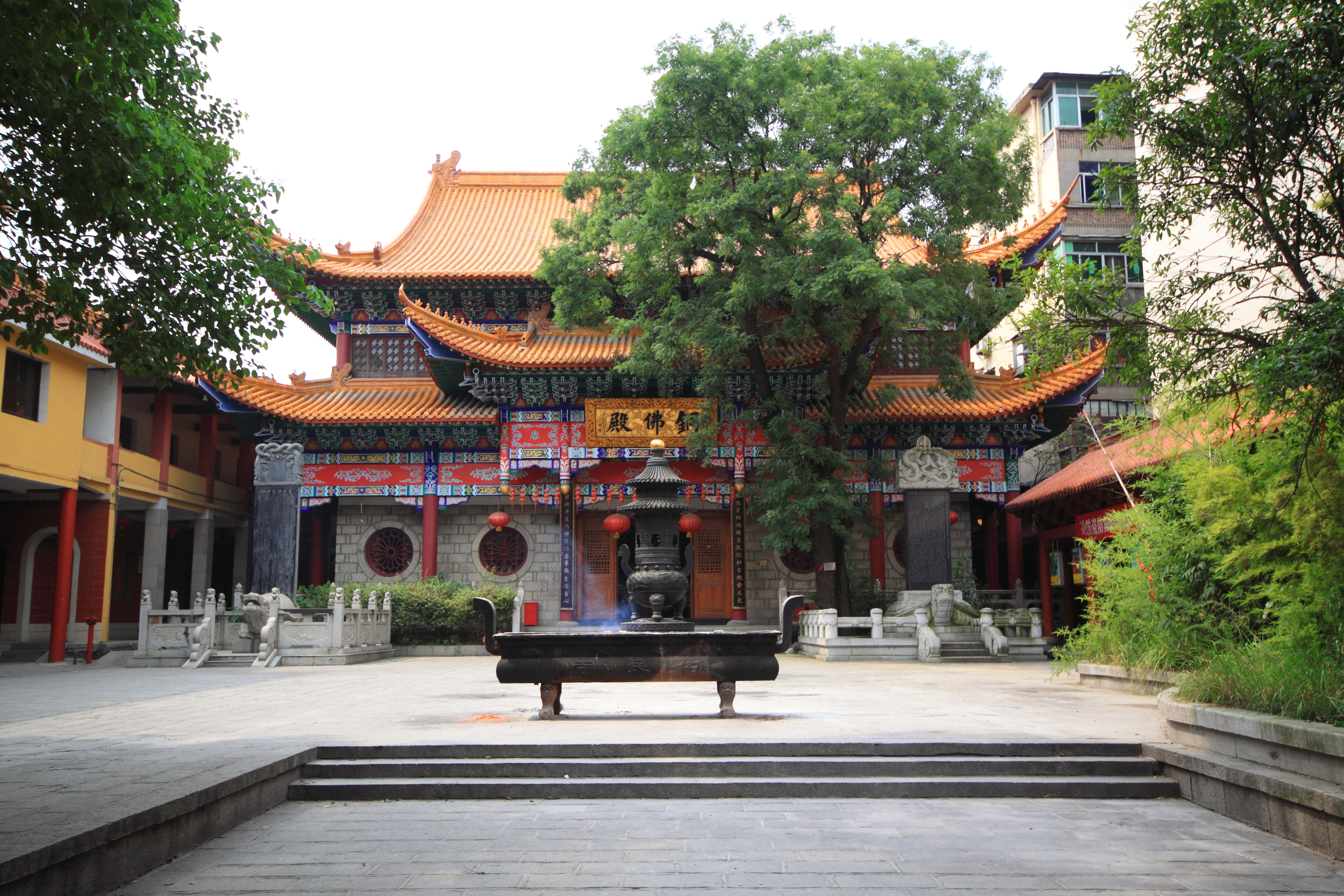
南昌佑民寺

根據2007年和2009年進行的調查，江西有24.05％人有祖先崇拜，2.31％的人口是基督徒。報告沒有提供其他宗教的統計數字；73.64％的人口無宗教或信奉中國民間宗教，佛教，儒教，道教和伊斯蘭教。

### 道教
可统计信徒约600万人。著名宫观有南昌西山万寿宫、鹰潭龙虎山天师府、上饶三清山三清宫、樟树阁皂山崇真宫等。

### 佛教
可统计信徒约142万人，是历史上佛教一些重要宗派的发源地。著名寺庙有南昌佑民寺（洪州宗祖庭）、奉新的百丈寺、九江能仁寺、东林寺、永修真如寺、吉安净居寺、靖安宝峰寺、宜黄曹山寺（曹洞宗祖庭）等。

### 亞伯拉罕諸教

#### 基督宗教
可统计信徒约57万人。其中，基督新教约47万人，天主教约10万人。江西大部分基督徒起源于中国内地会背景。不过省会南昌的清钟堂、志道堂，以及九江化善堂起源于卫理宗卫理公会背景；九江督府巷复生堂原属于圣公宗圣公会。江西北部部分教会起源于英国普利茅斯弟兄会背景。天主教堂有南昌圣母无原罪堂。

#### 伊斯兰教
穆斯林约1万人。南昌市有醋巷清真寺。

## 旅游景点

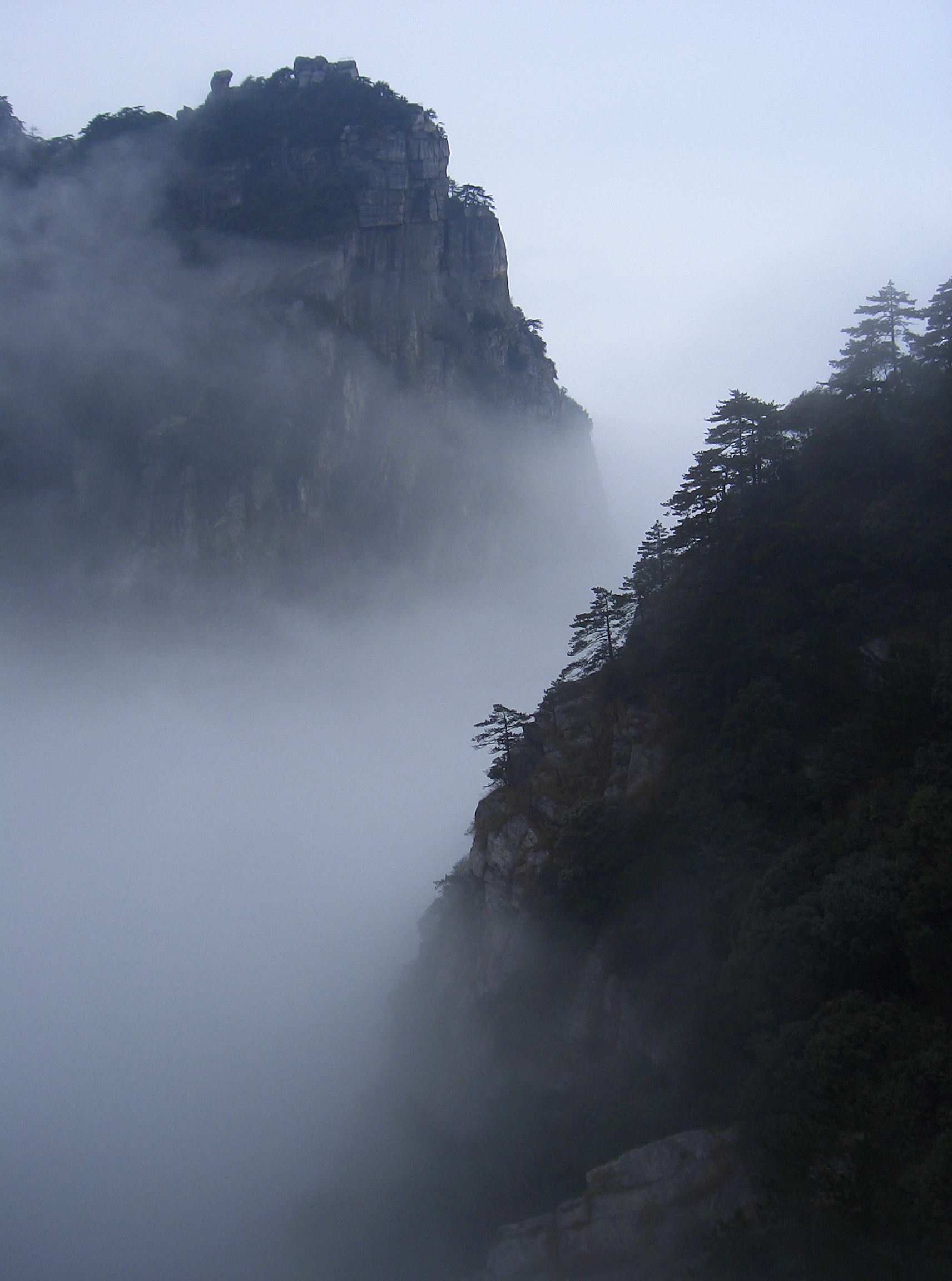
庐山国家公园

### 赣中
- 安义古镇文峰塔古浮桥
- 傩神（傩文化）世界面具公园
- 西山万寿宫
- 吴城商代遗址
- 筑卫城遗址
- 阁皂山国家森林公园
- 渼陂古村
- 抚州汤显祖纪念馆、抚州王安石纪念馆、文天祥纪念馆

### 赣北
- 庐山：世界地质公园，1996年列为世界遗产世界人文景观
- 柘林湖，庐山西海
- 鄱阳湖，世界生命湖泊，中国最大淡水湖，全国乃至全世界最大的保护湿地之一，全世界最大的候鸟栖息地
- 高岭-瑶（窑）里
- 景德镇，江南名镇，千年瓷都，“中华向号瓷之国，瓷业巅峰是此都”，尤其以“青花瓷”著名
- 浮梁古县衙、浮梁红塔
- 乐平古戏台
- 共青城，富华山上的（胡）耀邦陵园
- 滕王阁（江南三大名楼之一）
- 八一起义纪念馆
- 八大山人纪念馆
- 南昌梅岭风景区
- 南昌赣江市民公园
- 南昌汉代海昏侯国国家考古遗址公园

### 赣东
- 龙虎山及天师府，世界地质公园，世界道教发祥地，2010年被列入世界自然遗产
- 龟峰，世界地质公园，2010年被列入世界自然遗产
- 锦江古镇：原为安仁老县城，建县于宋太宗端拱元年（988年），锦江自设县开始至1961年为县城所在地。古县城锦江名胜古迹、古文化遗产甚多。孔庙槐荫，柳祠桧色，玉真墨迹，果老丹池，市心塔影，山后书声，锦江渔坊，黎浦商帆等安仁八景诉说着许多美丽动人的传说，吸引了不少墨客与骚人来此漫游赋诗，寻觅仙境。杨万里、朱熹等历代文学家为此写下的“余干溯源至安仁”、“安仁晓行”等著名诗篇，勾勒出千年前的锦江群峰俊秀，碧水波清，山川灵秀，水路通达，船帆点点，商贾如云的繁荣景象。锦江文化源远流长，历史上好学之风盛行，明清两代兴办的诸多书院，给这座千年历史古城谱上了浓厚的文化古韵。
- 上饶集中营
- 三清山：2008年7月8日被列入世界自然遗产
- 武夷山黄岗山，江西东部最高峰，华东屋脊
- 婺源，被誉为中国最美乡村
- 弋阳，赣剧与明朝“京腔”（高腔）发源地
- 灵山: 2009年12月28日被列入国家级风景名胜区
- 鄱阳湖湿地公园: 中国最大的淡水湖湿地
- 景德镇: 中国瓷都
- 瑶里: 国家AAAA级景区

### 赣西
- 井冈山，2011年被列入世界自然与文化遗产预备名单
- 仙女湖，传说七仙女下凡之地，位于新余市城西，为AAAA级国家风景名胜景点。
- 明月山
- 三爪仑
- 武功山：江南三大名山之一
- 安源工人纪念馆
- 秋收起义广场
- 孽龙洞，形成于1.8亿年前的天然溶洞，洞长4200余米,旧称孽龙洞，洞内怪石、清风、流泉、飞瀑，被称为洞中“四绝高九米，宽七米，被地质和园林专家称为见所未见、闻所未闻的洞天奇观。1982年曾被中国风景名胜权威、同济大学教授陈严周先生誉为“天下第一洞”、“地下艺术长廊”
- 万载、上粟：花炮之乡，天空常见大量烟花[32]

### 赣南
- 瑞金，中华苏维埃共和国首都（瑞金）
- 赣州宋城
- 赣南客家围屋
- 三百山，珠江的东江源头
- 九岭山九连山，南岭岭南
- 通天岩
- 陡水湖
- 齐云山

## 交通

### 航空
截至2018年11月，江西省境內已有民用機場7座，軍用機場4座。民航部分屬於華東地區管理局，軍用部分屬於東部戰區。
- 南昌昌北国际机场
- 赣州黄金机场
- 景德镇罗家机场
- 九江庐山机场
- 吉安井冈山机场
- 宜春明月山机场
- 上饶三清山机场
- 瑞金机场（在建）

### 铁路
| 铁路名称       | 铁路起点     | 铁路终点     | 江西境内途径                                             | 备注 |
| -------------- | ------------ | ------------ | -------------------------------------------------------- | --- |
| 沪昆铁路       | 上海市       | 云南省昆明市 | 上饶市、鹰潭市、抚州市、南昌市、宜春市、新余市、萍乡市   | 杭州至株洲段东西向横贯江西北部，1937年通车，长947公里。其中萍乡矿区至湖南株洲段长89公里，1899年开工，1905年竣工。 |
| 京九铁路       | 北京市       | 香港九龙     | 九江市、南昌市、吉安市、赣州市                           | 南北纵贯江西中西部，1996年通车，其中南昌到九江段建于1916年。南昌市是京九铁路沿线唯一的省会城市。                  |
| 武九铁路       | 湖北省武汉市 | 九江市       | 瑞昌市、九江市                                           | 国家路网“沿江通道”的重要组成部分，已完成电气化改造，最高速度为200km/h，后来降至160km/h，可开行和谐号动车组。      |
| 铜九铁路       | 安徽省铜陵县 | 九江市       | 九江市、湖口县、彭泽县                                   | 国家路网“沿江通道”的重要组成部分。                                                                                |
| 鹰厦铁路       | 鹰潭市       | 福建省厦门市 | 鹰潭市、资溪县                                           | 1957年通车，1993年完成电气化改造。                                                                                |
| 向潭铁路       | 向塘镇       | 潭岗镇       | 南昌县                                                   | 旧浙赣铁路的一部分，沪昆铁路直通线通车后更名                                                                      |
| 向梁铁路       | 向塘镇       | 梁家渡镇     | 南昌县、进贤县                                           | 旧浙赣铁路的一部分，沪昆铁路直通线通车后更名                                                                      |
| 赣龙铁路       | 赣州市       | 福建省龙岩市 | 赣县、于都县、瑞金市                                     | 2005年通车，正在新建电气化新线，新线设计时速200km/h的电气化双线铁路（参见赣龙铁路复线）。                         |
| 峰福铁路       | 福建省福州市 | 横峰县       | 铅山县、横峰县                                           | |
| 峰福铁路联络线 | 铅山县       | 广信区       | 铅山县、广信区                                           | |
| 皖赣铁路       | 安徽省芜湖市 | 鹰潭市贵溪市 | 浮梁县、景德镇市、乐平市、万年县、贵溪市                 | |
| 分文铁路       | 新余市分宜县 | 永新县文竹镇 | 分宜县、安福县、永新县                                   | 已暂停客运，未来将连接衡茶吉铁路中茶陵至永新支线。                                                                |
| 抚江铁路       | 抚州市临川区 | 抚州市乐安县 | 临川区、崇仁县、乐安县                                   | 原为工矿铁路，现已部分停运                                                                                        |
| 昌福铁路       | 南昌市新建县 | 福建省福州市 | 南昌县、丰城市、临川区、南城县、南丰县、黎川县           | 2013年9月26日正式通车，建设时成为向莆铁路，后来南昌铁路局将之南昌西至福州段更名为昌福线，永泰至莆田段更名为永莆线 |
| 赣韶铁路       | 赣州市       | 广东省韶关市 | 南康区、大余县                                           | 是连接京九线和京广线两大南北铁路干线的重要联络线，大大缩短江西市县往返珠江西部地区的时间。                        |
| 吉衡铁路       | 湖南省衡阳市 | 吉安市吉安县 | 井冈山市、泰和县、吉安县、永新县                         | 茶陵至永新段尚在建设中。                                                                                          |
| 昌九城际铁路   | 南昌市       | 九江市       | 南昌县、新建县                                           | 设计速度250km/h，2007年开工建设，于2010年6月30日建成通车，为江西省第一条城际高速铁路。                            |
| 南昌西环铁路   | 南昌市       | 南昌市       | 南昌县、新建县                                           | 设计时速120km/h，已经通车。                                                                                       |
| 合福客运专线   | 安徽省合肥市 | 福建省福州市 | 婺源县、德兴市、上饶市                                   | 尚在建设，设计时速350km/h，已于2015年6月底建成通车。                                                              |
| 沪昆客运专线   | 上海市       | 云南省昆明市 | 上饶市、鹰潭市、南昌市、宜春市、新余市、萍乡市           | 设计时速350km/h，已于2014年12月10日通车。                                                                         |
| 赣瑞龙铁路     | 江西省赣州市 | 福建省龙岩市 | 赣州市章贡区、于都县、会昌县、瑞金市                     | 设计时速200km/h，建设时称“赣龙铁路复线工程”                                                                       |
| 九景衢铁路     | 江西九江市   | 浙江省衢州市 | 湖口县、都昌县、鄱阳县、浮梁县、景德镇市、婺源县、德兴市 | 设计时速200km/h，于2017年12月28日通车，结束了江西省鄱阳县、都昌县无铁路的历史。                                   |

### 公路
全省11个地市均通行高速公路，高速公路通车里程已进入全国前十。
| 公路编号 | 公路名称       | 公路起点             | 公路终点       | 江西境内途径                                           | 备注                                                                          |
| -------- | -------------- | -------------------- | -------------- | ------------------------------------------------------ | ----------------------------------------------------------------------------- |
| G35      | 济广高速公路   | 山东省济南市         | 广东省广州市   | 景德镇市、上饶市、鹰潭市、抚州市、赣州市               |                                                                               |
| G45      | 大广高速公路   | 黑龙江省大庆市       | 广东省广州市   | 九江市、宜春市、新余市、吉安市、赣州市                 | 吉安以北又名武吉高速公路，吉安以南为原赣粤高速公路一部分。                    |
| G4511    | 龙河高速公路   | 赣州市龙南县         | 广东省河源市   | 龙南县、定南县                                         | G45的联络线之一，亦为原赣粤高速公路一部分                                     |
| G56      | 杭瑞高速公路   | 浙江省杭州市         | 云南省瑞丽市   | 瑞昌市、九江市、景德镇市、婺源县                       | 在江西境内原为瑞九高速公路和九景黄高速公路                                    |
| G60      | 沪昆高速公路   | 上海市               | 云南省昆明市   | 上饶市、鹰潭市、抚州市、南昌市、宜春市、新余市、萍乡市 | 原名沪瑞高速公路                                                              |
| G6001    | 南昌绕城高速   | 南昌市               | 南昌市         | 南昌市                                                 | 分为南昌东绕城和南昌西绕城                                                    |
| G70      | 福银高速公路   | 宁夏银川市           | 福建省福州市   | 九江市、南昌市、抚州市                                 | 原名京福高速公路                                                              |
| G72      | 泉南高速公路   | 福建省泉州市         | 广西南宁市     | 抚州市、吉安市、萍乡市                                 | 江西段吉安以东又称石吉高速公路，吉安以西又称吉莲高速公路                      |
| G76      | 厦蓉高速公路   | 福建省厦门市         | 四川省成都市   | 瑞金市、于都县、赣县区、章贡区、上犹县、崇义县         | 在江西境内又称赣瑞高速公路                                                    |
| S20      | 彭湖高速公路   | 九江市彭泽县         | 九江市湖口县   | 彭泽县、湖口县                                         | 连接安徽省对应高速                                                            |
| S22      | 德婺高速公路   | 上饶市婺源县         | 上饶市德兴市   | 婺源县、德兴市                                         | 原为景婺常高速公路其中一段，未来将连接浙江省对应高速公路                      |
| S3501    | 景德镇绕城高速 | 景德镇市珠山区       | 景德镇市浮梁县 | 珠山区、浮梁县                                         | 建设中，将连接杭瑞高速和济广高速                                              |
| S4503    | 赣州绕城高速   | 赣州市南康区         | 赣州市赣县区   | 南康区、章贡区、赣县区                                 | 连接厦蓉高速和大广高速                                                        |
| S49      | 枫生高速公路   | 新建区枫林镇         | 新建区生米镇   | 新建区                                                 |                                                                               |
| S50      | 泰井高速公路   | 吉安市泰和县         | 井冈山市       | 泰和县、井冈山市                                       | 未来将连接湖南省对应高速                                                      |
| S66      | 赣韶高速公路   | 赣州市南康市         | 广东省韶关市   | 南康区、大余县                                         | 江西段又称康大高速公路                                                        |
| S69      | 樟吉高速公路   | 宜春市樟树市         | 吉安市吉州区   | 樟树市、新余市渝水区、峡江县、吉水县、吉安市吉州区     | 原为赣粤高速公路一部分                                                        |
| S89      | 上莲高速公路   | 萍乡市上栗县         | 萍乡市莲花县   | 上栗县、安源区、莲花县                                 | 规划中，将泉南高速公路和连接湖南省对应高速                                    |
| S30      | 永武高速公路   | 九江市永修县         | 九江市修水县   | 永修县、武宁县、修水县                                 |                                                                               |
| S46      | 抚吉高速公路   | 抚州市金巢经济开发区 | 吉安市吉州区   | 临川区、崇仁县、宜黄县、乐安县、永丰县、吉水县         | 预计于2011年7月开建，2013年12月建成                                           |
| S36      | 德昌高速公路   | 南昌市               | 德兴市         | 德兴市、乐平市、鄱阳县、余干县、南昌市                 | 两端连接德婺高速和南昌绕城高速                                                |
| S38      | 昌栗高速公路   | 南昌市南枢纽         | 萍乡市上栗县   | 新建区、高安市、上高县、宜丰县万载县上栗县             | 和湖南省高速S20连通                                                           |
| S40      | 昌铜高速公路   | 南昌市西枢纽胡同     | 宜春市铜鼓县   | 新建区、奉新县、宜丰县、铜鼓县                         | 和德昌高速公路相连为中部地区与东部沿海发达地区的快速通道（杭州-重庆）中的一段 |
| G105     | 105国道        | 北京市               | 广东省珠海市   | 九江市、南昌市、宜春市、吉安市、赣州市                 |                                                                               |
| G206     | 206国道        | 山东省烟台市         | 广东省汕头市   | 景德镇市、上饶市、鹰潭市、抚州市、赣州市               |                                                                               |
| G316     | 316国道        | 福建省福州市         | 甘肃省兰州市   | 九江市、南昌市、抚州市                                 |                                                                               |
| G319     | 319国道        | 福建省厦门市         | 四川省成都市   | 赣州市、吉安市、萍乡市                                 | 此国道已改道，将不会经过井冈山市                                              |
| G320     | 320国道        | 上海市               | 云南省瑞丽市   | 上饶市、鹰潭市、抚州市、南昌市、宜春市、萍乡市         |                                                                               |
| G323     | 323国道        | 瑞金市               | 云南省临沧市   | 瑞金市、于都县、赣县区、赣州市章贡区、南康区、大余县   |                                                                               |

## 教育

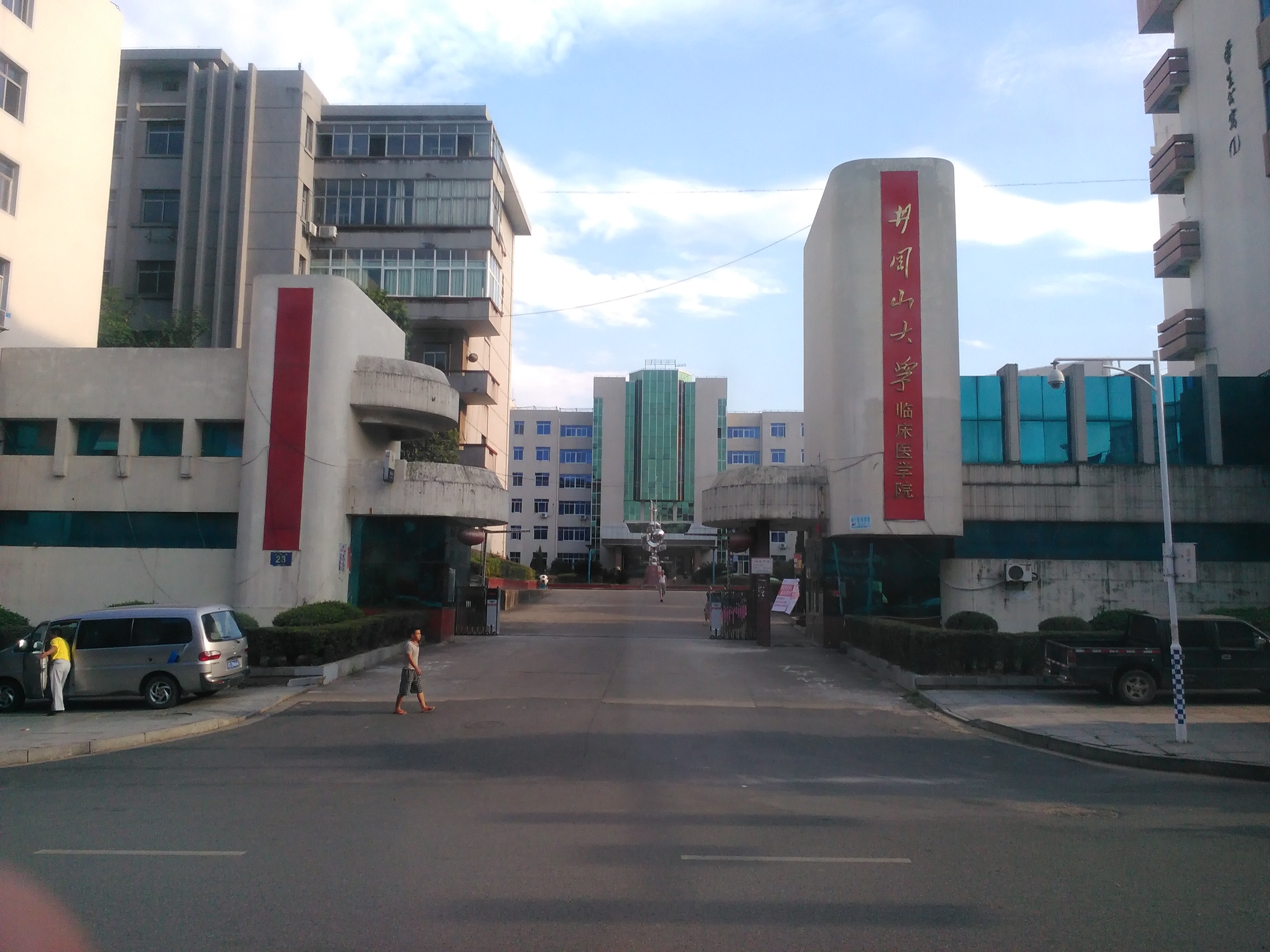
井岡山大學

2021全年全省研究生教育招生2.2万人，在校生5.9万人，毕业生1.4万人。普通高等教育招生42.3万人，在校生134.9万人，毕业生31.0万人。成人高等教育招生16.9万人，在校生40.1万人，毕业生7.0万人。中等职业教育招生20.5万人，在校生51.9万人，毕业生11.8万人。普通高中招生39.7万人，在校生115.8万人，毕业生34.2万人。初中学校招生70.4万人，在校生216.4万人，毕业生74.4万人。普通小学招生59.8万人，在校生395.8万人，毕业生70.5万人。民办学校8673所，在校学生184.4万人。特殊教育在校生4.1万人，幼儿园在园幼儿161.8万人。学前教育毛入园率90.4%，小学毛入学率101.5%，初中阶段毛入学率107.9%，高中阶段毛入学率93.3%。普通高考录取率83.5%，高等教育毛入学率55.2%。

### 高等教育
江西省境内林立着众多高校。其中，位于省会南昌市的南昌大学是中国“211工程”重点建设高校，中国教育部批准设立研究生院的重点大学，是江西省综合实力第一的高等学府。其余著名高校有：江西师范大学、江西财经大学、江西农业大学、华东交通大学、东华理工大学、江西理工大学、南昌航空大学、井冈山大学等。

## 延伸阅读
[在维基数据编辑]
 《欽定古今圖書集成·方輿彙編·職方典·江西總部》，出自陈梦雷《古今圖書集成》
Template:长江沿岸城市